# 诺伊堡-施罗本豪森县
诺伊堡-施罗本豪森县（Landkreis Neuburg-Schrobenhausen）是德国巴伐利亚州的一个县，隶属于上巴伐利亚行政区，首府多瑙河畔诺伊堡。

## 華語譯名
由於兩岸對於德國行政區「Landkreis」翻譯的不同，台灣稱為「諾伊堡-施羅本豪森郡」；中國大陸稱為「诺伊堡-施罗本豪森县」。

## 地理
诺伊堡-施罗本豪森县北面与艾希施泰特县，东北面与英戈尔施塔特市，东面与伊尔姆河畔普法芬霍芬县，南面与艾夏赫-弗里德贝格县，西面与多瑙-里斯县相邻。